# Julian Bleach
Julian Bleach (Bournemouth, 29 dicembre 1963) è un attore britannico.

## Filmografia parziale

### Cinema
- I fratelli Grimm e l'incantevole strega (The Brothers Grimm), regia di Terry Gilliam (2005)
- Les Misérables, regia di Tom Hooper (2012)

### Televisione
- Torchwood – serie TV, episodio 2x10 (2008)
- Doctor Who – serie TV, 4 episodi (2008-2015)
- I Borgia (The Borgias) – serie TV, 11 episodi (2011-2013)
- Close to the Enemy – miniserie TV, 7 puntate (2016)
- Emerald City – serie TV, 4 episodi (2017)
- Gli eredi della notte (Die Erben der Nacht) – serie TV, 24 episodi (2019-2020)
- Halo – serie TV (2022)

## Doppiatori italiani
- Massimo Lodolo in Torchwood
- Oliviero Corbetta in I Borgia